# Matour
Matour és un municipi francès, situat al departament de Saona i Loira i a la regió de Borgonya - Franc Comtat. L'any 2007 tenia 1.074 habitants.

## Demografia

### Població
El 2007 la població de fet de Matour era de 1.074 persones. Hi havia 464 famílies, de les quals 156 eren unipersonals (44 homes vivint sols i 112 dones vivint soles), 156 parelles sense fills, 136 parelles amb fills i 16 famílies monoparentals amb fills.
La població ha evolucionat segons el següent gràfic:
Habitants censats

### Habitatges
El 2007 hi havia 627 habitatges, 470 eren l'habitatge principal de la família, 105 eren segones residències i 52 estaven desocupats. 503 eren cases i 120 eren apartaments. Dels 470 habitatges principals, 314 estaven ocupats pels seus propietaris, 147 estaven llogats i ocupats pels llogaters i 9 estaven cedits a títol gratuït; 21 tenien una cambra, 42 en tenien dues, 59 en tenien tres, 142 en tenien quatre i 206 en tenien cinc o més. 294 habitatges disposaven pel capbaix d'una plaça de pàrquing. A 213 habitatges hi havia un automòbil i a 191 n'hi havia dos o més.

### Piràmide de població
La piràmide de població per edats i sexe el 2009 era:
| Homes | Edats   | Dones |
| ----- | ------- | ----- |
| 0     | 95 o +  | 0     |
| 8     | 90 a 94 | 8     |
| 4     | 85 a 89 | 40    |
| 4     | 80 a 84 | 8     |
| 28    | 75 a 79 | 24    |
| 16    | 70 a 74 | 16    |
| 20    | 65 a 69 | 16    |
| 24    | 60 a 64 | 48    |
| 24    | 55 a 59 | 8     |
| 40    | 50 a 54 | 36    |
| 44    | 45 a 49 | 28    |
| 44    | 40 a 44 | 52    |
| 20    | 35 a 39 | 40    |
| 24    | 30 a 34 | 24    |
| 16    | 25 a 29 | 20    |
| 40    | 20 a 24 | 4     |
| 32    | 15 a 19 | 48    |
| 36    | 10 a 14 | 20    |
| 28    | 5 a 9   | 36    |
| 16    | 0 a 4   | 16    |

## Economia
El 2007 la població en edat de treballar era de 662 persones, 494 eren actives i 168 eren inactives. De les 494 persones actives 463 estaven ocupades (240 homes i 223 dones) i 31 estaven aturades (18 homes i 13 dones). De les 168 persones inactives 73 estaven jubilades, 44 estaven estudiant i 51 estaven classificades com a «altres inactius».

### Ingressos
El 2009 a Matour hi havia 466 unitats fiscals que integraven 1.069 persones, la mediana anual d'ingressos fiscals per persona era de 15.484 €.

### Activitats econòmiques
Dels 61 establiments que hi havia el 2007, 1 era d'una empresa alimentària, 4 d'empreses de fabricació d'altres productes industrials, 10 d'empreses de construcció, 13 d'empreses de comerç i reparació d'automòbils, 4 d'empreses de transport, 4 d'empreses d'hostatgeria i restauració, 1 d'una empresa d'informació i comunicació, 4 d'empreses financeres, 1 d'una empresa immobiliària, 9 d'empreses de serveis, 5 d'entitats de l'administració pública i 5 d'empreses classificades com a «altres activitats de serveis».
Dels 26 establiments de servei als particulars que hi havia el 2009, 1 era una oficina de correu, 3 oficines bancàries, 1 funerària, 2 tallers de reparació d'automòbils i de material agrícola, 1 autoescola, 4 paletes, 4 guixaires pintors, 1 fusteria, 1 electricista, 2 perruqueries, 1 veterinari, 3 restaurants i 2 agències immobiliàries.
Dels 5 establiments comercials que hi havia el 2009, 1 era una botiga de més de 120 m², 2 fleques, 1 una fleca i 1 una joieria.
L'any 2000 a Matour hi havia 46 explotacions agrícoles que ocupaven un total de 1.386 hectàrees.

## Equipaments sanitaris i escolars
L'únic equipament sanitari que hi havia el 2009 era una farmàcia.
El 2009 hi havia 1 escola maternal i 1 escola elemental. Matour disposava d'un col·legi d'educació secundària amb 235 alumnes.

## Poblacions més properes
El següent diagrama mostra les poblacions més properes.